# Ital Reding der Jüngere
Ital Reding der Jüngere (* 1410 vermutlich in Schwyz; † 13. August 1466 in Oberarth) war Schwyzer Landammann und Hauptmann im Alten Zürichkrieg.

## Biografie

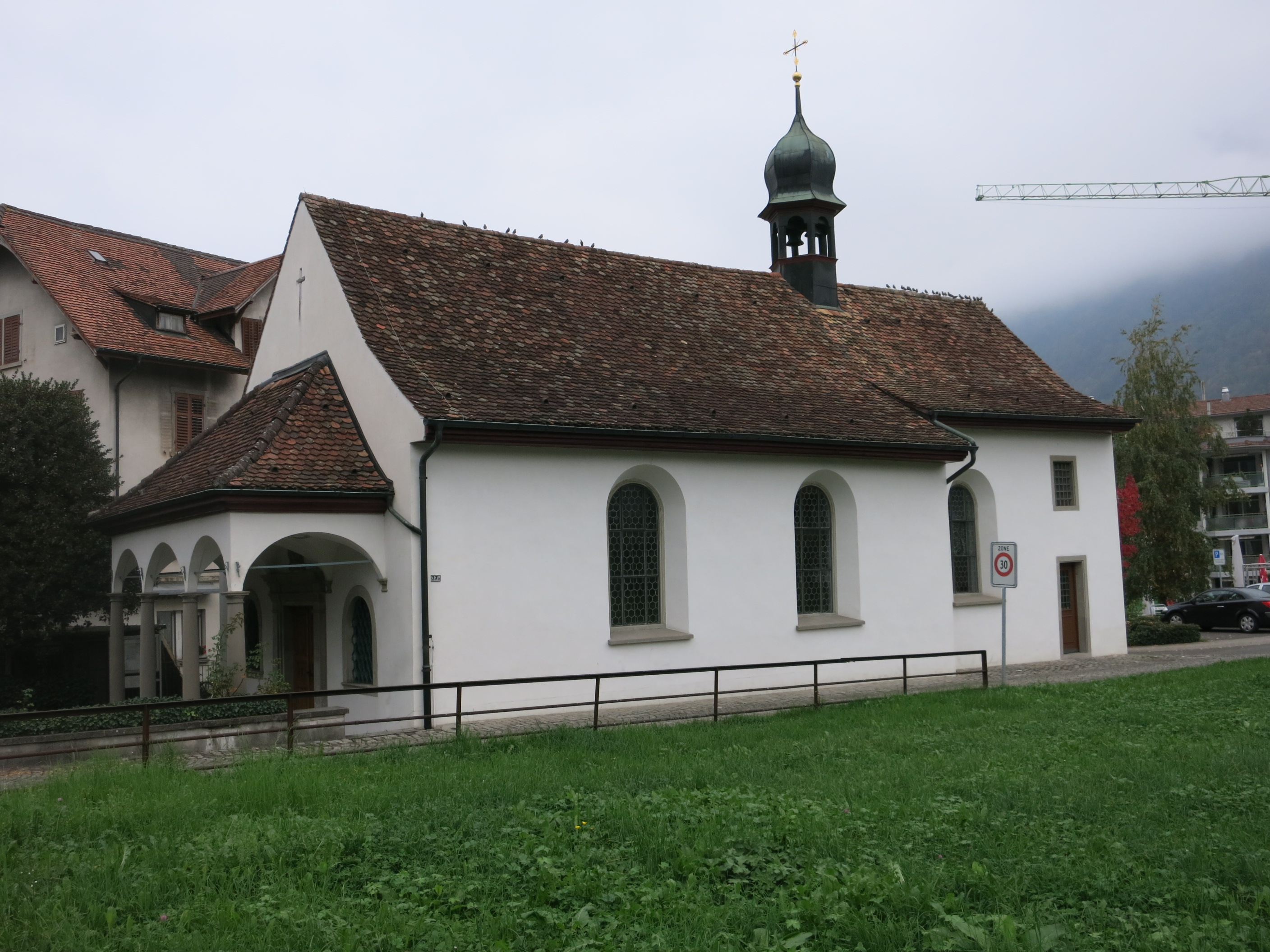
Kapelle Reding in Oberarth, 2015

Ital Reding war der Sohn des Schwyzer Landammanns Ital Reding des Älteren. Verheiratet war er mit Anna Wagner, eine der wenigen historisch gesicherten biografischen Fakten.
Über sein Wirken ist nur wenig bekannt; von 1433 bis 1435 war Ital Reding Landvogt zu Baden. Von 1438 bis zu seinem Tode 1466 vertrat er mehrfach den Stand Schwyz an eidgenössischen Tagsatzungen und 1447 übernahm er als Nachfolger das Amt seines Vaters. Bei den Verhandlungen für die Friedens- und Bundeserneuerung zwischen Bern und Freiburg (→Freiburgkrieg) war Ital Reding 1454 Obmann, und 1456 hatte er im Streit zwischen Bern und Luzern das Amt des Schiedsrichter inne.
Bis auf einen Hinweis in der Chronik von Arth – Kauf des Kollaturechts von Arth durch Landammann Ital Reding – liegen wenige gesicherten Angaben über sein politisches Wirken und Leben bis zu seinem gewaltsamen Tod vor. Ital Reding soll am 13. August 1466 von einem namentlich nicht erwähnten Mann aus dem Vorarlberg unter ungeklärten Umständen bei Oberarth getötet worden sein. In Oberart erinnert eine Kapelle an ihn. Seine Söhne Rudolf und Jakob waren ebenfalls Landammänner und Gesandte.